# Clariallabes
Clariallabes is een geslacht van straalvinnige vissen uit de familie van de kieuwzakmeervallen (Clariidae).

## Soorten
- Clariallabes attemsi (Holly, 1927)
- Clariallabes brevibarbis Pellegrin, 1913
- Clariallabes centralis (Poll & Lambert, 1958)
- Clariallabes heterocephalus Poll, 1967
- Clariallabes longicauda (Boulenger, 1902)
- Clariallabes laticeps (Steindachner, 1911)
- Clariallabes melas (Boulenger, 1887)
- Clariallabes manyangae (Boulenger, 1919)
- Clariallabes mutsindoziensis Taverne & De Vos, 1998
- Clariallabes pietschmanni (Güntert, 1938)
- Clariallabes platyprosopos Jubb, 1965
- Clariallabes petricola Greenwood, 1956
- Clariallabes simeonsi Poll, 1941
- Clariallabes teugelsi Ferraris, 2007
- Clariallabes uelensis (Poll, 1941)
- Clariallabes variabilis Pellegrin, 1926